# Calmazzo
Calmazzo est un petit village italien de la région des Marches, frazione de la commune de Fossombrone, l'ancienne Forum Sempronii, en province de Pesaro et Urbino.

## Géographie
Calmazzo se situe sur l'important nœud routier de l'ancienne voie Flamine à proximité de la gorge du Furlo, à la bifurcation de la route qui conduisait à Urbino (Urvinum Metaurensis), à la confluence de la rivière Candigliano et du fleuve Métaure.

## Archéologie
Des fouilles ont permis de découvrir différents objets de l'époque romaine : en 1989 celles  entreprises par les étudiants de l'université d'Urbino ont mis au jour l'enceinte sépulcrale de la famille Cissonia.
Cette enceinte de forme carrée, était à l'origine entourée de grosses dalles en pierre du Furlo. Elle possédait une porte d'entrée et à l'intérieur on pouvait trouver trois tombeaux et deux autels avec des inscriptions encore visibles. La première inscription était dédiée à Caius Cisso Festus, la seconde à Caius Cisso Zosymus et à sa femme Cissonia Festa.
Des bibelots, des objets en verre et en or du trousseau funèbre et quelques colonnes sculptées ont aussi été retrouvés.
Tous ces objets sont aujourd'hui exposés au musée archéologique de Fossombrone.
Près du village (vicus) sur la via Flamine se trouvait le  pont de Trajan. Ce pont constitué par un grand arc en pierre traversait le fleuve Métaure.
Ce pont fut détruit lors de la Seconde Guerre mondiale et reconstruit en 1947 en réutilisant en partie le matériel de l'ancien pont.

## Histoire
À Calmazzo en octobre 1502 les troupes des Conjurés de la Magione composées en majeure partie par les soldats de Vitellozzo Vitelli et Oliverotto da Fermo mirent en déroute celles de César Borgia.

## Sources
- (it) Cet article est partiellement ou en totalité issu de l’article de Wikipédia en italien intitulé « Calmazzo » (voir la liste des auteurs).